# Arkansas
Arkansas (angleško [árkənso]) je ena od južnih zveznih držav ZDA.